# Grupo de Islas de Sir Edward Pellew

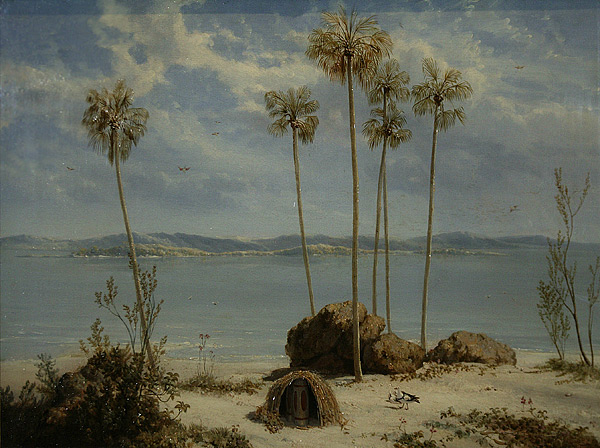
William Westall, del Grupo Sir Edward Pellew, Golfo de Carpentaria, 1802 (pintado en 1811), Colección de Arte del Ministeri de Defensa

El grupo de islas de Sir Edward Pellew (en inglés: Sir Edward Pellew Group of Islands) es un archipiélago ubicado en la esquina suroeste del golfo de Carpentaria, cerca de la costa norte de Australia.

## Historia
Las islas fueron nombradas en 1802 por Matthew Flinders en honor a Sir Edward Pellew, un oficial de la Royal Navy británica. Aunque Flinders fue el primer explorador británico en pasar por allí, sus diarios describen indicaciones de que personas "extranjeras" habían visitado las islas con anterioridad. Flinders especuló que estos visitantes eran chinos. Las islas también habían sido avistadas en 1644 por Abel Tasman, quien pensó que eran parte del continente y las llamó "cabo Vanderlin".

## Descripción
El grupo incluye a las islas Vanderlin, Norte, Oeste, Centro y Sureste. Combinadas, las islas tiene una extensión de  ; la más grande, Vanderlin, mide 32 km de largo y 13 kmde ancho. La mayoría de las islas son habitadas (algunas solo por temporadas) por el pueblo aborigen yanyuwa, y también forman parte de la Tierra Aborigen de Wurralibi. Los turistas pueden negociar un pago para visitar, acampar o pescar en las islas. La isla Norte está declarada como parque nacional de Barranyi, que protege 5,41 km² y ofrece servicios gratuitos de camping, agua potable e instalaciones para cocinar asados cerca de Paradise Bay.  El Área Importante de Aves de las Islas Pearce, Urquhart y Hervey, identificada como tal por BirdLife International por su importancia como lugar de reproducción de miles de estérnidos, está compuesta de tres pequeñas islas del grupo y se encuentra en el noreste de la isla Norte.